# مجموعة أسيتيل
الأسيتيل أو مجموعة الأسيتايل هي مجموعة وظيفية في الكيمياء العضوية صيغته الكيميائية COCH3. وتختصر في بعض الأحيان إلى الرمز Ac (يجب التمييز بينه وبين العنصر الكيميائي الأكتينيوم.
تتكون مجموعة الأسيتيل من مجموعة ميثيل مرتطبة برابطة تساهمية أحادية مع مجموعة كربونيل. يمتلك الكربونيل المركزي لجذر الأسيتيل الكتروناً غير مرتبط يستطيع من خلاله تكوين أواصر كيميائية مع مجموعة R المتبقية في الجزيئة.
يسمى الأسيتيل نظامياً إيثانويل ولكنه مصطلح نادر الاستعمال.
إن مجموعة الأسيتيل موجودة في الكثير من المركبات العضوية، مثل الناقلات العصبية والأسيتيل كولين وأسيتيل كوأي Acetyl-CoA  وأسيتيل سيستئين ومسكنات الألم وأسيتامينوفين وحامض أستيل سلسليك المعروف بالأسبرين.

## الأستلة

### في الطبيعة
الأستلة هي عملية إدخال مجموعة الأستيل في مركب ما. في الأنظمة البيولوجية تحول مجموعة الأستيل عادة إلى مرافق الإنزيم-أ (CoA) وتكون Acetyl-CoA.
يعتبر Acetyl-CoA مركباً وسطياً في التصنيع البيولوجي وفي تكسير العديد من المركبات العضوية.

## اقرأ أيضا
- فولاذ مقاوم للصدأ
- صلب
- حديد التسليح
- مخطط الحديد والكربون